# Minidoka (Idaho)
Minidoka es una ciudad ubicada en el condado de Minidoka en el estado estadounidense de Idaho. En el Censo de 2010 tenía una población de 112 habitantes y una densidad poblacional de 411,84 personas por km².

## Geografía
Minidoka se encuentra ubicada en las coordenadas 42°45′14″N 113°29′24″O / 42.75389, -113.49000. Según la Oficina del Censo de los Estados Unidos, Minidoka tiene una superficie total de 0.27 km², de la cual 0.27 km² corresponden a tierra firme y (0%) 0 km² es agua.

## Demografía
Según el censo de 2010, había 112 personas residiendo en Minidoka. La densidad de población era de 411,84 hab./km². De los 112 habitantes, Minidoka estaba compuesto por el 46.43% blancos, el 0% eran afroamericanos, el 0% eran amerindios, el 0% eran asiáticos, el 0% eran isleños del Pacífico, el 41.96% eran de otras razas y el 11.61% pertenecían a dos o más razas. Del total de la población el 76.79% eran hispanos o latinos de cualquier raza.